# فولفغانغ جيتشك
فولفغانغ جيتشك (بالألمانية: Wolfgang Jeschke)‏ (و. 1936 – 2015 م) هو كاتب، وكاتب خيال علمي من ألمانيا . ولد في ديتشين .
توفي في ميونخ .

## أعمال بارزة
من أهم أعماله:
- The Last Day of Creation.

## جوائز
حصل على جوائز منها:
- Kurd-Laßwitz-Preis.

## روابط خارجية
- فولفغانغ جيتشك على موقع ميوزك برينز (الإنجليزية)